# Satarial
Satarial (Сатариал) — метал-группа, основанная музыкантом Lord Seth в 1993 году. По утверждениям участников группы, она начала своё существование в 1989 году в качестве первого в СССР блэк-метал-коллектива «Ad Maiorum Satan Glorium», после чего изменила своё название на «Satarial», однако никаких независимых подтверждений этому нет. В 2001 году постепенно сместила акценты в своём творчестве от блэк-метала в сторону индастриал-музыки. Группа выступает во многих странах мира, но в России концерты бывают редко.

## Дискография
- ...And the Flame Will Take the Temples of Christ (…И Огонь Возьмет Храмы Христа) (1996)
- The Queen of the Elves' Land (Королева Эльфийской Земли) (1998)
- Larm (Шум) (2000)
- Heidenlarm (Языческий шум) (2001)
- Tanz Mit... Tod... (Танцуй Со… Смертью…) (2005)
- Latexxx (Латекс) (2006) — электронный проект Seth & Satarial
- Lunar Cross (лунный крест) (2014)
- Blessed Brigit (2016 Co-release Death Portal Studio (USA) with Symbol of Domination

## DVDs Видеография
- Walpurgis Night (Вальпургиева Ночь) (1998) — VHS
- The Queen of the Elves' Land (Королева Эльфийской Земли) (1999) — VHS
- Gothic Rush (Готический Прорыв) (2006) — DVD

## Официальные видеоклипы
- The Queen of the Elves' Land (Королева Эльфийской Земли) (1999) — режиссёр: Татьяна Шеметова
- Lover Of The Night (Возлюбленная Ночи) (2001) — режиссёр: Игорь Архангельский
- Волк (2005) — режиссёр Игорь Архангельский
- Hure-Tod (Шлюха-Смерть) (2006) — режиссёр: Александр Гранчик, производство: Ярос-Фильм
- Horned One (2014)
- Manifest of paganism (2016)

## Members
- Андрей "Lord Seth" Шмелёв — Vocals, Guitars, Hurdy-Gurdy, Programming.
- Анжелика "ANGELIKA" Шмелёва — Drums, Synthesizers, Female Vocal, Programming.
- Lolita — Norwegian Horn, VJ, Visual Arts, Fireworks.

### Бывшие участники
- Necromancer — басc
- Orius — басc
- Usurplague — басc
- Den Bearry — басc
- Orc — басc
- Leprosy — ударные
- Orm — флейта
- Vampirella — флейта
- Morana — скрипка, клавишные, вокал
- Dead Hamlet — альт
- Juice — вокал
- Soul — женский вокал
- Raven — басс
- Вячеслав "Demogorgon" Левин — ударные
- Egor Demidov — басс